# Jekatěrina Karstenová
Jekatěrina Karstenová, rozená Chodotovičová (bělorusky Кацярына Карстэн, rusky Екатерина Карстен, * 2. června 1972) je běloruská veslařka, dvojnásobná olympijská vítězka a šestinásobná mistryně světa.
V roce 1992 na hrách v Barceloně reprezentovala na párové čtyřce Společenství nezávislých států a vybojovala bronzovou medaili.
Zlatou medaili ve skifu vybojovala na olympiádě 1996 v Atlantě a na olympiádě 2000 v Sydney. Na olympijských hrách 2004 v Aténách byla druhá a v roce 2008 na hrách v Pekingu vybojovala bronzovou medaili. Startovala i na Letních olympijských hrách 2012 v Londýně, v závodě skifařek v Eton Dorney skončila na 5. místě.

## Vyznamenání
- Řád vlasti I. třídy – Bělorusko, 17. července 2008 – udělil prezident Alexandr Lukašenko za dosažení vysokých sportovních výsledků na mezinárodních soutěžích, za úspěšnou vzdělávací práci v oblasti přípravy vynikajících sportovců[1]
- Řád vlasti II. třídy – Bělorusko, 17. září 2004 – udělil prezident Alexandr Lukašenko za dosažení vysokých sportovních výsledků na XXVIII. Letních olympijských hrách v roce 2004 v Athénách a za velký osobní přínos k rozvoji tělesné kultury a sportu
- Řád vlasti III. třídy – Bělorusko, 13. října 2000 – udělil prezident Alexandr Lukašenko za dosažení vysokých sportovních výsledků na XXVII. Letních olympijských hrách v roce 2000 v Sydney a za velký osobní přínos k rozvoji tělesné kultury a sportu
- Řád cti – Bělorusko, 24. prosince 1997 – udělil prezident Alexandr Lukašenko za dosažení vysokých sportovních výsledků a velký přínos k rozvoji tělesné kultury a sportu[2]
- Medaile Za pracovní zásluhy – Bělorusko, 8. září 2008 – udělil prezident Alexandr Lukašenko za dosažení vysokých sportovních výsledků na XXIX. Letních olympijských hrách v roce 2008 v Pekingu a za velký osobní přínos k rozvoji tělesné kultury a sportu[3]
- Čestné uznání prezidenta Ruské federace – Rusko, 30. července 2010 – za velký přínos k rozvoji spolupráce s Ruskou federací v oblasti sportu[4]
- Zasloužilý mistr sportu SSSR – Sovětský svaz, 1992